# Župnija Celje – Sveti Duh
Župnija Celje – Sveti Duh je rimskokatoliška teritorialna župnija Dekanije Celje - Nova Cerkev ter je del škofije Celje. 
Župnijska cerkev je Cerkev Svetega Duha.

## Zgodovina
Župnija je bila ustanovljena 15. avgusta 1987, ko se je izločila iz stolne župnije svetega Danijela. 
Do 7. aprila 2006, ko je bila ustanovljena škofija Celje, je bila župnija del celjskega naddekanata škofije Maribor.
Do reorganizacije nadekanatov in dekanij Škofije Celje dne 1. septembra 2021, je bila župnija sestavni del Dekanije Celje.
Župnijska cerkev Svetega Duha je bila zgrajena kot nadomestilo za staro cerkev Svetega Duha iz 14. stoletja, ki je bila porušena leta 1962. Gradnja nove cerkve v mestni četrti Ostrožno se je začela leta 1989, na lokaciji ob potoku Koprivnica, v bližini avtoceste A1.

## Župniki
- Drago Svetko (1987-2002)
- Branko Cestnik (2002-2003)
- Vinko Čonč (2003-2004)
- Srečko Hren (2004 – 2021)
- David Zagorc (2021 – )